# 麥金利冰原島峰
85°18′S 170°3′W / 85.300°S 170.050°W
麥金利冰原島峰（英語：McKinley Nunatak）是南極洲的冰原島峰，位於拉韋涅冰川上游，處於巴納姆峰東北面約9公里，該島峰以美國海軍的上校命名。